# Isabel Federica Sofía de Brandeburgo-Bayreuth
Isabel Federica Sofía de Brandeburgo-Bayreuth (Bayreuth, 30 de agosto de 1732-Bayreuth, 6 de abril de 1780) fue una princesa de Brandeburgo-Bayreuth, hija del margrave Federico III de Brandeburgo-Bayreuth y Guillermina de Prusia, y por matrimonio fue duquesa de Wurtemberg.

## Biografía
Isabel Federica Sofía fue la única hija habida del matrimonio entre el margrave Federico III de Brandeburgo-Bayreuth y de la princesa Guillermina de Prusia, la hermana favorita del rey Federico II de Prusia. Cuando nació, sus padres se llevaban bien, pero en los años siguientes, el margrave perdió interés por su esposa y tuvo varias amantes, principalmente Guillermina de Marwitz, una dama de la corte de su esposa.
Isabel Federica era considerada una de las princesas más guapas de su época. Giacomo Casanova la calificó de "la dama más hermosa de Alemania". Al ser hija única de los margraves, recibió una educación muy estricta y esmerada para su futuro matrimonio. En enero de 1744, el duque Carlos Eugenio de Wurtemberg visitó Bayreuth y se enamoró de ella. Federico II aprobaba esta relación con el duque regente de Wurtemberg, que había sido educado dos años en la corte de Prusia. Aunque el margrave de Brandeburgo-Ansbach y el rey de Dinamarca también pretendieron su mano, la princesa Isabel se decidió por el duque de Wurtemberg. La boda se celebró el 26 de septiembre de 1748 en Bayreuth. Con motivo de las solemnidades pertinentes, se inauguró la Ópera del Margrave, se acuñaron monedas conmemorativas, e incluso la infantería de Wurtemberg cambió el color blanco de los uniformes por el azul prusiano.
La duquesa, de 16 años de edad, no influyó para nada en la política del ducado. Su marido dejó pronto de serle fiel y empezó a divertirse con varias amantes, dando lugar a frecuentes disputas entre los esposos. Isabel Federica Sofía dio a luz una sola hija, Federica Guillermina Augusta Luisa Carlota de Wurtemberg, que murió al año de nacer. La falta de un hijo varón aumentó las desavenencias entre ellos. Finalmente, la duquesa concibió a una niña fuera del matrimonio en 1750 con uno de los sirvientes de su madre en Bayreuth. Se dice que la duquesa Isabel Federica Sofía dio a luz 14 de abril de 1751 a su hija, Lady Ana Isabel Guillermina Marion de Brandeburgo-Bayreuth, en una de las colonias inglesas antes de la guerra de los Siete Años, y luego la dejó a cargo de un par de magistrados en una plantación.
Durante la guerra de los Siete Años, el duque Carlos Eugenio entró en la alianza de Austria y Francia contra Prusia y Gran Bretaña, por lo que se terminaron las relaciones amistosas con el rey de Prusia. Isabel Federica Sofía visitó a su madre en Bayreuth en el otoño de 1756 y no volvió más a la corte de Wurtemberg. El matrimonio se separó pero no se divorció, y ella siguió siendo duquesa de Wurtemberg. Carlos Eugenio y los Estados provinciales se comprometieron a pagar 54.000 florines para su subsistencia, a cambio de que el duque tuviera el derecho a determinar la servidumbre de ella. De esta manera, estaba al corriente de lo que hacía y podía influir así en sus condiciones de vida.
En 1765 se terminó de construir cerca de Bayreuth el nuevo palacio que había sido encargado por su padre, el margrave Federico, y pudo ir a vivir allí después de haberlo decorado a su gusto. Le puso por nombre Schloss Fantaisie, que todavía conserva.
Murió en 1780, a los 47 años, en el antiguo palacio de Bayreuth y fue enterrada en la iglesia del mismo, al lado de sus padres.